# A58 (Frankrijk)
De A58 was een geplande autosnelweg in Frankrijk. De weg zou de stad La Turbie verbinden met de stad Mandelieu-la-Napoule en de A8. In 2006 zijn de plannen afgewezen. In plaats daarvan werd een autosnelweg gepland die de A8 bij Cannes zou gaan verbinden met de A8 bij Monaco met een traject dat in de nabijheid van Grasse passeert.